# Ветеран (фільм, 2006)
Ветера́н (англ. The Veteran) — американський фільм 2006 року.

## Сюжет
Дівчина репортер робить статтю про ветеранів В'єтнаму і про один інцидент, що трапився під час бойової операції. До розслідування підключені агенти ФБР. Один з учасників тих подій відчуває психологічні проблеми.

## У ролях
- Еллі Шиді — Сара Рід
- Боббі Хосі — Раймонд Вотсон
- Майкл Айронсайд — Марк «Док» Джордан
- Колін Глейзер — Денис Макбрайд
- Шон Баек — агент ЦРУ Хуан
- Джим Кодрінгтон — агент Купер
- Дональд Бурда — агент Макдональд

в титрах не вказані
- Пабло Еспіноса — Чіко / астронавт
- Остін Фаруелл — молодий Док Джордан
- Джозеф Гріффін — Ред Фуентес
- Кенні Джонсон — Джиммі Джо
- Деніел Кеш — Ерік
- Мартін Коув — Бразінські
- Джим Морс — Ганні Бейлі
- Каспер ван Дін — капітан Ремсі
- Джеймс Вулветт — Текс